# Oreoneta herschel
Espèce
Oreoneta herschel est une espèce d'araignées aranéomorphes de la famille des Linyphiidae.

## Distribution
Cette espèce est endémique du Canada. Elle se rencontre sur l'île Banks dans les Territoires du Nord-Ouest et sur l'île Herschel au Yukon,.

## Description
Les femelles mesurent de 2,75 à 3,00 mm.

## Étymologie
Son nom d'espèce lui a été donné en référence au lieu de sa découverte, l'île Herschel.

## Publication originale
- Saaristo & Marusik, 2004 : Revision of the Holarctic spider genus Oreoneta Kulczyński, 1894 (Arachnida: Aranei: Linyphiidae). Arthropoda Selecta, vol. 12, no 3/4, p. 207-249 (texte intégral).